# Flaga Bułgarii
Flaga Bułgarii – jeden z symboli państwowych Republiki Bułgarii.

## Wygląd i symbolika
Flaga Bułgarii jest prostokątem, podzielonym na trzy poziome pasy: biały, zielony, czerwony. Kolor biały oznacza pokój, zielony – wolność, a czerwony ofiary walk o wyzwolenie Bułgarii spod panowania tureckiego.

## Historia
Ze względu na to, że Rosja wspierała Bułgarów w ich walce o niepodległość przeciw Turcji, Zgromadzenie Narodowe przyjęło flagę niemal identyczną z rosyjską, zmieniając tylko barwę środkowego pasa z niebieskiego na zielony. Wprowadzona została w 1878 roku. W czasach komunizmu (1947–1990) w części białego pasa znajdował się emblemat państwowy. Współczesna wersja flagi przyjęta została 22 listopada 1990.

Flaga Bułgarii 1913–1946
Flaga Bułgarii 1946–1948
Flaga Bułgarii 1948–1967
Flaga Bułgarii 1967–1971
Flaga Bułgarii 1971–1990
Bandera wojenna Bułgarii (obecna)
Proporzec Marynarki Wojennej Bułgarii (obecny)
Propozycja flagi po I wojnie światowej. Czarny kolor symbolizuje Morze Czarne, biały Morze Egejskie, niebieski Morze Adriatyckie; Car Bułgarii miał ambicje sięgania swoim panowaniem do każdego z tych mórz).

## Konstrukcja i wymiary
Prostokąt o proporcjach 3:5 podzielony na trzy równe poziome pasy: biały, zielony, czerwony.